# 東京都立秋川高等学校
東京都立秋川高等学校（とうきょうとりつ あきかわこうとうがっこう、英: Tokyo Metropolitan Akikawa High School）は、かつて東京都あきる野市下代継（しもよつぎ）にあった全寮制の公立高等学校。

## 概要
1965年（昭和40年）に開校した。校名は、秋川渓谷に由来する。東京都内で唯一の全寮制普通科高等学校で、かつ都内の公立学校で唯一の男女別学校（男子校）でもあった。イギリスの全寮制名門校イートン・カレッジをモデルとし、本格的なパブリック・スクールを目指した。
校内には南北約300mにも及ぶメタセコイア（あけぼの杉）の並木道がある。開校時は生物学の担当教諭で、後に校長を務めた宗方俊彦監修のもと1期生が植樹したものである。本校の校章はメタセコイアの葉をモチーフにデザインされたものであった。また、正門には「メタセコイアの碑」が設置された。
開校当初は海外や他府県に出張または在勤する者の子弟、全日制高校がなかった伊豆諸島出身者の受け皿として設立され、受験資格が限定されていた。しかし、受験者数が減少したことから1969年（昭和44年）からは受験資格を緩和した。
東京都は寮や体育館の建て替えなど設備面の改善や、校長や教員が中学校に出向いて生徒募集を行った。一時は応募人数が上昇したものの、応募者は減少に転じていた。
閉校前年の2000年（平成12年）、三宅島の噴火災害による避難先の一つとなったため、本校閉校後に体育・福祉を主たる目的とした中高一貫の都立全寮制学校を開設する計画は中止となった。避難解除後、施設は解体されたが、メタセコイア並木は保存されている。

### 教育目標
心身ともに健康でたくましく、たえず自己の向上に努力し、社会の発展と日本文化の創造とに寄与できる、自主独立の人材を育成する。

### 教育方針
学校の教室と学生寮を有機的に運営して、人権尊重の教育を推進し、人間形成と学力向上とにつとめ、本校の教育目標の達成を図る。
- 教室及び寮における規則正しい生活を通し、心身の健康を増進させる。
- 個別指導を充実し、生徒の人間性を高め、個性の伸長・能力の開発につとめる。
- 教室・寮を一体化した学習指導計画にもとづき、学力向上・真理探究の意欲を高める。
- スポーツを奨励し、健康でたくましい身体と困難に耐え得る強い意志およびフェアプレーの精神を養う[9]。

## 沿革

### 略歴

#### 全寮制高校の企画
1963年（昭和38年）6月6日、東京都教育委員会の会議が東京文化会館で開かれ、東京都教育長・小尾乕雄が高校収容対策の一環として全寮制高校の設置を提唱したのが本校開設の始まりであった。この構想に対し複数の部長が難色を示したものの、小尾は「全寮制度の高等学校を設置することは7年来の念願である」として、「これを高校収容計画の中で検討すること。なおその第一段階として、海外や他府県に出張または在勤している者の子弟で、都に残っている者の数を調査すること」を学務課長に指示した。
学務課で調査したところ、1963年（昭和38年）5月現在、都立高校生の親が外国へ行っている者が42名、他府県へ行っている者が1,332名であった。これに私立高校生を加えると、約3,000名の高校生が親元を離れて就学していると推定された。
この結果を基に1963年（昭和38年）9月、都立高校五か年計画に全寮制高校を組み込む事を決定した。

#### 校地選定の経緯
校舎、グラウンドや体育館、テニスコート、野球場やラグビー場、寮、職員宿舎を設けることを検討した結果、敷地面積は5万坪と見積もられ、以下の3地域が候補地に挙がり、西多摩郡秋多町（現在のあきる野市）秋留台を選定した。
1. 八王子市左入町
2. 西多摩郡秋多町秋留台
3. 南多摩郡由井村（現在の八王子市）片倉

#### 付属中学校設置の見送り
1963年（昭和38年）9月28日、全寮制高校設置計画の具体案が作成された。当初案では高等学校普通科18学級720名に加え、付属中学校の設置も盛り込まれ、中学校は6学級240名とした。しかし、1964年（昭和39年）1月の予算査定では全寮制高校の計画は全て見送りとなった。全面復活を要求した第二次査定では概ね認められたが、付属中学校の設置については時期尚早として見送られた。
開校当初は、マスコミや各県の教育委員会等が秋川高校を視察に訪れた。5月21日NHKテレビ「スタジオ102」の取材で訪れた曽野綾子（当時33歳）は、食堂で「諸君はエリート意識を持て。エリート意識を失った全寮制高校は、団地学校より始末が悪い存在になる。エリートになるべく励め」と激励している。また、同年より日本寮歌祭にも参加した。日本寮歌祭は旧制高等学校卒業生を中心とする日本寮歌振興会が主催している寮歌に対する祭典で、日本武道館会場に毎年秋に開催され、秋川高校生が寮歌を歌う姿は、毎年、日本テレビ系列で全国に放映された。当時は、進学校の東京教育大学附属高校や開成高校に合格しても全寮制に憧れ秋川に入学する者が多数おり『玉成寮の侍たち』と呼ばれた。
1967年（昭和42年）4月、初代舎監長は「これで3学年がそろった。一番心配なのは第1期生の進学のことである。父兄は、大学進学の結果で高校を評価する。これは、今後の秋川高校の発展を左右する重大問題である。もしも第1期生の大学進学が悪ければ、第5期生の応募状況に、その影響が表れてくるだろう」とし、その進学状況については地方大学（北大、東北大、大阪大等）には合格者を出したものの首都圏の主要国公立大学は惨敗で「苦心の割には成果が上がらなかった」と述べている。マスコミや社会、教育関係者が注目した第1期生大学進学状況の惨敗を受け、第5期生において240名の募集に対し160名の応募で約70名の補欠募集、第6期生において約30名の補欠募集が行われたが、しかし、5期生も6期生も約40名の転校者を出した。大半が学力不足による転校勧告であった。パブリックスクールは入学試験で足切があるが、都立校は定員迄は採用しなければならない。
中学教諭などは学力が低い生徒に対し、受験者数の定員割れをしていて足切のない秋川高校を勧めた。このため1972年（昭和47年）の受験者数は400名ほどに増えたが、1.7倍の競争率の合格者の学力は実質無競争の5期・6期生より低かった。都立高校普通科の中では最も入学が容易となったため寮内でシンナー遊び・喫煙や暴力行為が度々発生し、市内でも万引き行為や自転車泥棒もあった。7期生は、5期・6期生を大きく上回る60名の転校勧告者及び退学者を2年間に出したが、それを不服とする親が産経新聞に持ち込み、1973年（昭和48年）に『2年間で21人を大量処分””補導忘れた教育”』として社会面一面に取り上げられた。
同窓会は、エリート校の集まりの日本寮歌祭への不参加を既に通知しており、この年（1973年）以降、毎年開催されていた同窓会総会は、閉校（2001年）に至るまで、一度も開催されることはなかった。7期以降、中学教師は学力の低い生徒に秋川高の受験を勧め、寮生活を希望する者と学力は比例して年々低下し、1978年（昭和53年）慶応大学の推薦指定校の取り消し以降、1980年代に各大学の推薦指定校の取り消しが続き、1981年（昭和56年）第14期卒業生は、遂に国公立大及び早・慶の現役合格者はゼロになった。

#### 寮・体育館建て替え
秋川高校を誘致した秋川市は1983年（昭和58年）4月及び10月に都教育庁に秋川高校の移転を申し入れた。更に翌1984年（昭和59年）6月26日の市議会で「都立秋川高校の改善計画停止等に関する意見書」を採択した。都教育庁には「（1）秋川高校は誘致した時と性格・内容が全く異なっている（2）生徒の質が悪く住民は迷惑している。」といった内容が申し入れられた。存続を求めた教職員や父兄によって、市長や全市議への戸別訪問等が行われた。曲折はあったが、東京都議会は1984年（昭和59年）12月の定例会で、当時の都知事・鈴木俊一の働きかけにより秋川高校の存続が決まり、秋川高校・寄宿舎改築工事が可決された。
地元対策のため、停学又は家庭謹慎（喫煙・飲酒・無断外泊等）を2度犯すと、その時点で無期停学処分が課せられた。これは事実上の退学処分としてマスコミに取り上げられることもあり、受験者減と低学力化が進んだ。

#### 校長・宗方俊彦の改革
1987年（昭和62年）校長に就任した宗方俊彦は受験者増加の施策として、募集ポスターの製作、中学校への訪問などを行った。また、東京都も同時期に寮、体育館の建て替えを行ったこともあり、一時は受験者数が上昇したが、学力が向上することはなく、再び「退学強要事件」で、マスコミに取り上げられ減少に転じた。

#### 閉校
1993年（平成5年）11月30日、産経新聞は「全寮制風前の灯」との見出しで本校での生徒減少について報じ、都教委が寮制度の廃止を含めて検討していることが初めて明らかとなった。
1994年（平成6年）1月、読売新聞は「曲がり角の秋川高校」との記事を掲載したのに続き、7月には「模索の30年　全寮制・秋川高校」との特集記事を3回に渡って掲載した。第一回「負担」では、夜の寮内で生徒が騒いでも教師が一言注意するだけで寮内秩序が崩壊した様子を紹介し、本校が目標とした「寮生活を通じた人間形成」の寮生活自体が生徒の負担になっていると指摘した。二回目「激務」では、舎監の一日を紹介。昼の授業、部活動の指導、夜間の寮管理に加え、家庭訪問や生徒指導など激務により教師の疲弊を指摘した。三回目「改革」では、H教諭の意見を紹介。本校で生徒の問題行動が多い理由を、「入試や教師の配置などが他の都立校と横並びになっていることが問題の根源」とし、「生徒の大半は寮生活を希望したわけでなく、偏差値で入学している。50人の教師が、そんな生徒を何百人も指導するのは無理」とした。また、1994年（平成6年）から定員を160名にしたことで問題行動が減り、改革の方向性は生徒数を減らすことにより、教師が担当する生徒数を減らすことにあるのではないか、と指摘した。
1997年（平成8年）11月、都教育庁は正式に閉校を決めた。元校長の宗方俊彦は「廃校にするなら、何故、秋川のケースは失敗したのかを検証する必要がある」と産経新聞紙上で述べている。
募集定員は開設当初240名であったが、1994年（平成6年）に160名、1995年（平成7年）より120名、1997年（平成9年）からは80名、1999年（平成11年）より新規募集停止、2001年（平成13年）3月第34期生の卒業をもって閉校した。卒業生の累計は5,715名であった。

#### 都立三宅高校分校
閉校前年の2000年（平成12年）、三宅島の噴火災害による全島避難のため、都立三宅高校が本校と併設された。また、三宅村立三宅中学校、三宅村立三宅小学校の臨時分校を併設した。この疎開措置は2007年（平成19年）3月31日まで行われたため、本校閉校後に体育・福祉を主たる目的とした中高一貫の都立全寮制学校を開設する計画は中止となった。
同年6月28日「秋川高校の施設とのお別れの会」が開かれ、1,000名を超える卒業生や関係者が参加した。

### 年表
出典は閉校記念誌「第3部 資料 III 秋川高校歴史年表」。
- 1963年（昭和38年）
  - 6月6日 - 東京都教育長・小尾乕雄が高校収容対策の一環として、全寮制高校の設置を提案。
  - 9月9日 - 都立高校5ケ年計画の一環として全寮制高校が組み入れられ、「全寮制高等学校設置要綱（案）」を作成。
- 1964年（昭和39年）
  - 5月21日 - 東京都教育委員会（都教委）、西多摩郡秋多町（秋川市を経て、現在はあきる野市）下代継を本校の校地候補と決定。
  - 11月5日 - 校舎建設のための地鎮祭挙行[38]。
  - 11月10日 - 校名を「東京都立秋川高等学校」、寮名を「玉成寮」と決定。同日を創立記念日とした[39]。
- 1965年（昭和40年）
  - 1月1日 - 都教委副主幹井上義夫、初代校長に就任。
  - 2月14日 - 入学者選抜学力検査を都立九段高校で実施[40]。
  - 3月31日 - 第1期工事完了。（普通教室棟15教室、特別教室棟2教室、食堂、ボイラー室、寮棟1棟、浴室、職員住宅3DK8戸）。
  - 4月22日 - 第一期生228名入学。
  - 4月30日 - 校樹メタセコイアを植樹。
  - 10月10日 - 開校記念式典、文化祭、校旗・校歌発表。
  - 11月10日 - メタセコイア定植。
- 1966年（昭和41年）3月31日 - 第2期工事完了。（特別教室棟4教室増築、管理棟、寮棟、職員住宅2DK8戸、保険棟、校長公舎、ボイラー室増築）。
- 1967年（昭和42年）3月31日 - 第3期工事完了。（普通教室棟3教室増築、特別教室棟2教室増築、寮棟・浴室増築、図書館新設、食堂増築、渡り廊下・職員住宅2DK5戸、活性汚泥装置新設）。
- 1968年（昭和43年）3月31日 - 第4期工事完了。（体育館、自家発電設備、倉庫建設、テニスコート）。
- 1969年（昭和44年）4月1日 - 都立大崎高校校長・倉又秀作、校長に就任。
- 1970年（昭和45年） - プール工事完了。
- 1974年（昭和49年）4月1日 - 都立五日市高校校長・島村謙、校長に就任。北辰館工事完了。創立10周年記念式典。
- 1977年（昭和52年）4月1日 - 都立高島高校校長・増田信、校長に就任。
- 1980年（昭和55年）4月1日 - 都立青梅東高校校長・品田毅、校長に就任。
- 1984年（昭和59年）
  - 2月 - 入選方法改正（応募資格に全寮制教育を特に希望する者、入試面接追加）。
  - 4月1日 - 都立小川高校校長・青木木蒐哉、校長に就任。
- 1985年（昭和60年） - 新寮棟第1期工事完了。（新玉成寮3棟建設）。
- 1987年（昭和62年）4月1日 - 都立上野高校教頭・宗方俊彦、校長に就任。新寮棟第3期工事完了。（新玉成寮2棟建設）。
- 1988年（昭和63年） - 新寮棟第3期工事完了。（新玉成寮1棟建設）。
- 1991年（平成3年）10月28日 - 体育施設落成記念式典。
- 1993年（平成5年）4月1日 - 都立日野高校教頭・中明敏康、校長に就任。
- 1995年（平成7年）4月1日 - 都立戸山高校教頭・石野由紀夫、校長に就任。
- 1998年（平成10年）11月13日 - 都教委、本校の平成11年度以降募集打ち切りを正式発表。第34期卒業式（2001年3月）での閉校が決まる[41]。
- 2000年（平成12年）
  - 9月 - 三宅島噴火被災により、都立三宅高校、三宅村立三宅中学校、三宅村立三宅小学校の臨時分校を併設。
  - 9月4日 - 三宅高校、本校で始業式。
  - 9月15日 - 森喜朗内閣総理大臣本校視察。
  - 10月24日 - 石原慎太郎東京都知事本校視察[42][43][44]
- 2001年（平成13年）
  - 3月3日 - 第34期生卒業式。
  - 3月10日 - 閉校記念式典[45][46]。
- 2006年（平成18年）4月 - 三宅島帰島による三宅高校再開に伴い三宅高校分教場開場。
- 2007年（平成19年）3月31日 - 三宅高校分教場閉場。以後施設は地域サッカークラブなどで暫定使用[35]。
- 2009年（平成21年）
  - 3月29日 - 初代舎監長と卒業生60数名が東京都許可の元「3棟寮屋上での校旗掲揚を行う会」開催[35]。
  - 3月31日 - 暫定使用終了。施設全面閉鎖[35]。
  - 6月28日 - 「秋川高校の施設とのお別れの会」開催[35]。

## 基礎データ

### 所在地
- 東京都あきる野市下代継221番地

### アクセス
- JR五日市線秋川駅または武蔵引田駅より徒歩

### 施設

#### 敷地面積
敷地面積は開校から1988年（昭和63年）までは149,845m2（約5万坪）、校舎（普通教室棟、特別教室棟、管理棟、家庭科教室棟）、図書館、食堂、玉成寮（第1棟～第3棟）、保健棟、北辰館（集会施設）、職員公舎、サッカー場陸上競技トラックの他、テニスコート5面、ラグビー場、野球場、ハンドボール場、プール、体育館、武道館、相撲の土俵まで備える広大なものであった。
1989年（平成元年）よりグラウンド南西側を縮小して126,786m2となった。縮小した土地には東京都立あきる野学園が設置された。

#### 寮（寄宿舎）
寮（寄宿舎）は東京大学教授・宇野精一により、「玉成寮（ぎょくせいりょう）」と名付けられた。玉成とは、玉のように立派に育てるという意味である。また、玉を多摩にかけている。玉成寮の木製表札は、小尾乕雄の揮毫によるものであった。

#### 図書館
1965年（昭和40年）5月24日開館。1967年（昭和42年）3月25日図書館棟竣工。蔵書数は1998年（平成10年）時点で17,202冊。建物面積540m2。高校の学校図書館では珍しい独立建築物であった。図書館は「文化センター」と「資料センター」の役割を担っており、文化事業として、文学歴史散歩や講演会、読書感想文コンクールが開催されていた。文学歴史散歩の成果として、図書館報増刊『絹の道』他計6冊を刊行した。

#### 保健棟
本校には独立した保健棟があり、治療室と休養室（ベッド7床）の設備があった。養護職員1名、看護婦3名が常勤していた。

#### 北辰館（生活館）
1974年（昭和49年）9月2日開館。寮生の憩いの場として設けられ、「北辰館」と名付けられた。命名の由来は寮歌の一節「北辰薄らぎ…」から、また、論語の中の「北辰その所に居し、衆星これに向かう」ところから、北極星を中心として全ての星が巡る如く、この建物を中心として寮生が和し、よく建学の理想を具体化することを願った、という。
北辰館では購買部の他、軽食提供も行われ、「北辰丼」や「北辰クレープ」などのメニューがあった。

### 象徴

#### 校章と校樹
本校開設準備中の1964年（昭和39年）10月、本校の教育目標を象徴する植物を校章のデザインに採用し、同時に校内をその植物で埋め尽くすという基本方針の下、農林省（現在の農林水産省）林業試験場博士・林弥栄に植物の選定を依頼し、土質調査等の結果「ダイスギ（ジンダイスギ）」と「メタセコイア」が残り、メタセコイアに決まった。校章のデザイン作成は、都立工芸高校池本治之に依頼した。

#### 校歌
校歌の作詞は木俣修に依頼した。従来の校歌によく見られる七五調ではなく、三連、六・六調という新しい形式である。
作曲は東京都交響楽団団長の諸井三郎に依頼した。歌詞の特色に合うよう、三拍子を用いている。

#### 制服
詰襟学生服も検討されたが、正装（式、外出時：紺色背広ズボン、白ワイシャツ、ネクタイ着用）と常装（校内、散歩時等：紺色背広ズボン、青色開襟シャツ）が定められた。

### 航空写真
- 1974年（昭和49年）12月
- 1984年（昭和59年）10月
- 2008年（平成20年）9月

### 生徒数推移
出典は閉校記念誌「第3部 資料 III 秋川高校歴史年表」。
| 期     | 入学年             | 入学 | 1年 | 2年 | 3年 | 卒業 | 卒業累計 |
| ------ | ------------------ | ---- | --- | --- | --- | ---- | -------- |
| 第1期  | 1965年（昭和40年） | 228  | 228 | 238 | 238 | 234  | 234      |
| 第2期  | 1966年（昭和41年） | 232  | 233 | 238 | 233 | 231  | 465      |
| 第3期  | 1967年（昭和42年） | 232  | 233 | 240 | 234 | 232  | 697      |
| 第4期  | 1968年（昭和43年） | 227  | 228 | 227 | 212 | 204  | 901      |
| 第5期  | 1969年（昭和44年） | 232  | 232 | 220 | 205 | 202  | 1,103    |
| 第6期  | 1970年（昭和45年） | 227  | 231 | 219 | 193 | 191  | 1,294    |
| 第7期  | 1971年（昭和46年） | 236  | 241 | 222 | 195 | 192  | 1,486    |
| 第8期  | 1972年（昭和47年） | 224  | 227 | 220 | 212 | 210  | 1,696    |
| 第9期  | 1973年（昭和48年） | 228  | 231 | 233 | 225 | 221  | 1,917    |
| 第10期 | 1974年（昭和49年） | 230  | 231 | 219 | 207 | 203  | 2,120    |
| 第11期 | 1975年（昭和50年） | 231  | 231 | 221 | 214 | 213  | 2,333    |
| 第12期 | 1976年（昭和51年） | 218  | 227 | 230 | 214 | 211  | 2,544    |
| 第13期 | 1977年（昭和52年） | 218  | 220 | 207 | 194 | 192  | 2,736    |
| 第14期 | 1978年（昭和53年） | 228  | 231 | 218 | 203 | 198  | 2,934    |
| 第15期 | 1979年（昭和54年） | 229  | 230 | 223 | 196 | 191  | 3,125    |
| 第16期 | 1980年（昭和55年） | 194  | 208 | 181 | 167 | 169  | 3,294    |
| 第17期 | 1981年（昭和56年） | 182  | 185 | 155 | 147 | 137  | 3,431    |
| 第18期 | 1982年（昭和57年） | 213  | 213 | 168 | 158 | 157  | 3,588    |
| 第19期 | 1983年（昭和58年） | 217  | 222 | 195 | 185 | 182  | 3,770    |
| 第20期 | 1984年（昭和59年） | 232  | 232 | 193 | 175 | 172  | 3,942    |
| 第21期 | 1985年（昭和60年） | 231  | 231 | 211 | 200 | 195  | 4,137    |
| 第22期 | 1986年（昭和61年） | 219  | 220 | 170 | 152 | 152  | 4,289    |
| 第23期 | 1987年（昭和62年） | 233  | 234 | 196 | 185 | 183  | 4,472    |
| 第24期 | 1988年（昭和63年） | 227  | 230 | 204 | 188 | 184  | 4,656    |
| 第25期 | 1989年（平成元年） | 229  | 236 | 193 | 177 | 172  | 4,828    |
| 第26期 | 1990年（平成 2年） | 229  | 232 | 179 | 157 | 151  | 4,979    |
| 第27期 | 1991年（平成 3年） | 234  | 238 | 187 | 159 | 154  | 5,133    |
| 第28期 | 1992年（平成 4年） | 233  | 238 | 175 | 149 | 148  | 5,281    |
| 第29期 | 1993年（平成 5年） | 202  | 205 | 143 | 131 | 130  | 5,411    |
| 第30期 | 1994年（平成 6年） | 114  | 117 | 82  | 74  | 74   | 5,485    |
| 第31期 | 1995年（平成 7年） | 116  | 118 | 90  | 80  | 79   | 5,564    |
| 第32期 | 1996年（平成 8年） | 119  | 121 | 79  | 73  | 72   | 5,636    |
| 第33期 | 1997年（平成 9年） | 81   | 83  | 37  | 35  | 35   | 5,671    |
| 第34期 | 1998年（平成10年） | 81   | 81  | 51  | 45  | 44   | 5,715    |

## 学校行事
寮祭
開校当初よりゴールデンウィークに実施。寮祭の主力行事は当初「提灯行列」や「神輿担ぎ」であったが、後に「夜行軍」（後述）となった。
夜行軍
1973年（昭和48年）から2000年（平成12年）まで行われた寮祭主力行事。全員参加で夕方より一晩かけて約40kmの道のりを歩いた。コースは、本校→大久野→日の出山→御岳山→養沢センター→五日市高校→本校。参加者には記念メダルが進呈された。
体育祭
10月上旬に実施。100m走、200m走、障害物競走、砲丸投げ、綱引き、俵合戦、応援合戦、川中島（騎馬戦）、棒倒し、リレー等が行われていた。
暁祭
11月上旬に実施。文化祭。
クロスカントリー大会
2月実施。1、2年生全員参加。12.5kmを100分以内で走ることを目標に設定していた。コースは、本校→東京サマーランド→弁天橋→網代→山田→引田→あきる野西中前→本校。
誕生会
寮生活で親元に帰るのが難しいため、毎月誕生月の生徒全員を校長官舎に招いて祝った。生徒には校長が選んだ本が贈られた。

## 生徒会活動・部活動など
リンク先はOB会。

### 運動部
- 野球部
- 陸上部
- サッカー部[62]
- バレーボール部
- バスケットボール部
- ラグビー部[63] - 1990年第70回東京都ラグビー選手権大会ベスト8。
- ハンドボール部
- 軟式テニス部
- 水泳部
- 柔道部
- 剣道部
- ワンダーフォーゲル部

### 文化部
- 生物部
- 地歴部
- 文芸部
- 太鼓部
- 軽音楽部
- 写真部

## 高校関係者と組織

### 高校関係者組織
- あけぼの会 - 保護者組織 (PTA) [64][注釈 9]。
- 秋川・曙友会 - 1988年（昭和63年）5月21日、あけぼの会賛助会員によって設立されたあけぼの会OB組織。会長は鯨岡兵輔[65][注釈 10]。

### 著名な出身者

#### 学術・研究
- 篠塚規 - 医師・千葉大学医学部客員教授（1期）
- 福島邦夫 - 長崎大学環境科学部名誉教授（2期）
- 草場純 - ゲーム研究家、元小学校教諭（2期）
- 平井卓郎 - 北海道大学農学部名誉教授（2期）
- 奥村晴彦 - 工学者、三重大学名誉教授(3期）
- 野田時寛 - 言語学者、前・中央大学法学部教授（3期）
- 柿本雅明 - 東京工業大学名誉教授（3期）
- 高林龍 - 早稲田大学法学部教授（4期）
- 浅岡夢二 - 仏文学者、中央大学法学部准教授（4期）
- 根本敬 - ビルマ近現代史研究者、上智大学名誉教授
- 稲井達也 - 教育学者、大正大学教授・図書館長

#### 官界
- 丸尾真 - 元科学技術協力担当大使・キルギス兼タジキスタン特命全権大使（1期）
- 橋広治 - 元パプアニューギニア特命全権大使（1期）
- 浅羽俊一郎 - 元国連高等難民高等弁務官事務所極東地区副代表（2期）
- 北村道夫 - カジノ管理委員会初代委員長・元福岡高検検事長（3期）

#### 経済
- 重兼寿夫 - 元富士電機社長（2期）
- 井上誠一郎 - 元日本クレジット協会会長、元UCカード社長（3期）
- 江戸龍太郎 - 元エスビー食品社長、農林中金庫幹事
- 佐々木ベジ - フリージアグループ代表、夢みつけ隊株式会社 代表取締役社長（7期）
- 片山直之 - 元サンマルクホールデングス社長（9期）
- 奥山一寸法師 - フリージア・マクロス代表取締役社長

#### マスメディア
- 大野敏明 - 元産経新聞編集委員（3期）[注釈 11]
- 富樫洋一 - サッカージャーナリスト（3期）
- 春日武彦 - 著述業・精神科医（3期、静岡高校に転校）
- 萩尾信也 - 毎日新聞東京社会部編集委員（7期転入生）
- 渡辺和昭 - 元ラジオNIKKEIアナウンサー・元日経ラジオ社取締役
- 藤島大 - スポーツライター

#### 芸術
- 天願大介 - 映画監督

#### 芸能
- 柳家喜多八 - 落語家（1期)
- 浅野祥之 - ギタリスト
- 江口信夫 - ドラマー
- 直枝政広 - ロックバンド「カーネーション」のボーカル
- 藍アキラ - 俳優

#### スポーツ
- 木村鋭景 - プロボクサー、元日本フェザー級王者
- 五十嵐幸則 - 社会人野球、アメリカ独立リーグでプレーした野球選手（内野手）

### 著名な関係者
- 小尾乕雄 - 全寮制高等学校提唱者
- 鯨岡兵輔 - 秋川・曙友会会長
- 宗方俊彦 - 本校教頭、校長、玉成寮主任舎監、舎監長を歴任